# Lok

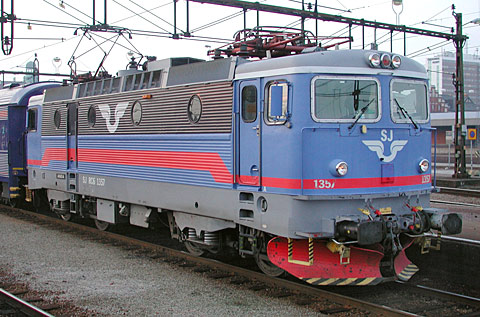
Det mest förekommande elloket i Sverige, Rc-loket.

Ett lokomotiv, ofta nedkortat till lok, är ett järnvägsfordon avsett att dra tåg på järnväg och som saknar utrymme för gods eller passagerare.
Järnvägsfordon som både har drivmotorer och plats för passagerare och/eller gods benämns motorvagn medan ett lokomotiv som är anpassat för att dra en viss typ av motorvagnståg kan benämnas drivenhet. 
Ordet lokomotiv kan härledas från latinska locus, "plats", och motivus, "rörlig".

## Typer

### Indelning efter energikälla
Man kan dela in lok i ånglok, ellok och motorlok efter vilken typ av energikälla de utnyttjar.

#### Ånglok
Ånglok är en loktyp som drivs av en kolvångmaskin eller ångturbin. Normalt har ett ånglok en ångpanna som genererar ångan. Denna panna kan eldas med ett antal olika bränsle. De vanligaste är stenkol, olja och ved. Det finns också eldstadslösa ånglok. Dessa lok har en trycktank som innehåller ångan eller tryckluft. Ånga fylls på från ett yttre värmeverk och tryckluft från en kompressor.

#### Ellok
Elektrolok eller ellok drivs av strömmen från en kontaktledning eller strömskena på en elektrifierad järnväg. Genom åren har trefas, likström och enfasväxelström använts allt eftersom motortekniken har utvecklats. I ellok leds strömmen från kontaktledningen till en hastighetsreglering och sedan till traktionsmotorn och slutligen till rälerna som utgör återledare. För att kunna nå spår som saknar kontaktledning har man tillverkat ackumulatorlok och hybridlok. Ackumulatorlok har batterier som man laddar under kontaktledning och som sedan ger strömmen när man kör på spår utan kontaktledning. Hybridlok eller duolok och en kombination av motorlok och ellok.

#### Diesellok

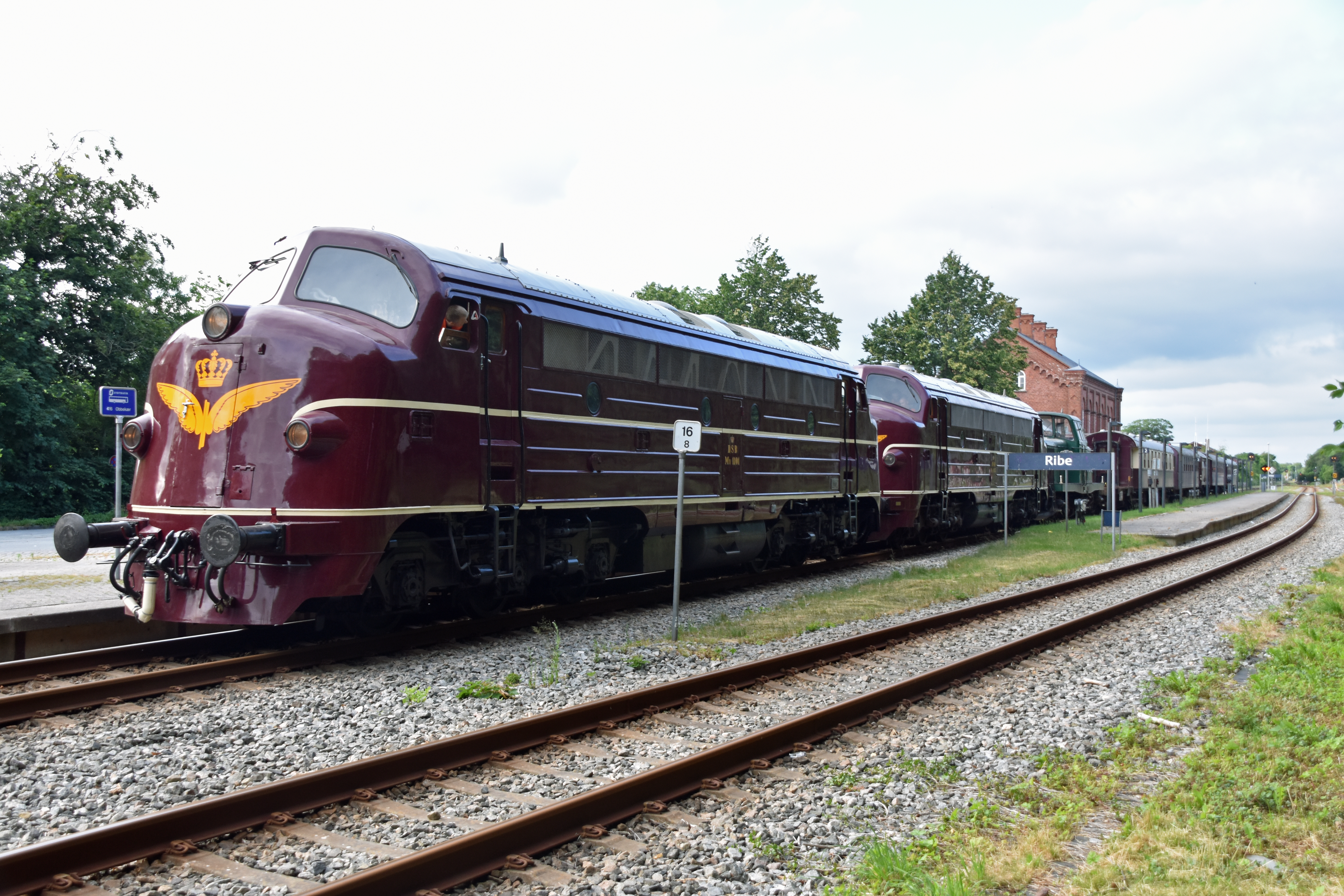
Nohab MY-diesellok, ett licenstillverkat GM-lok

Motorlok eller diesellok är lok som drivs av någon typ av förbränningsmotor, vanligen en kolvmotor, men även olika typer av gasturbiner förekommer. Motorlok delas upp i dieselelektriska, dieselhydrauliska och dieselmekaniska efter hur kraftöverföringen sker. Ett dieselelektriskt lok har en motor som driver en generator som sedan driver elmotorer som driver flänshjulen. Dieselhydrauliska lok har en momentomvandlare som överför kraften till hjulaxlarna. I ett dieselmekaniskt lok överförs kraften med en vanlig växellåda på samma sätt som i en bil.

### Efter användningsområde
Denna typ av indelning är inte absolut. Man utgår från den typ av användning som loket ursprungligen var tänkt för. De olika järnvägsbolagen har många gånger använt lok till helt andra saker än vad de byggdes till.

#### Persontåg
Persontågslok är högt växlade för att kunna uppnå höga hastigheter. Ofta är de också tämligen lätta för att inte slita på spåret för mycket vid höga hastigheter. Detta leder till att de har lägre dragkraft än godstågsloken.

#### Godståg
Godstågslok är lågt växlade för att kunna dra tunga godståg. De är också ofta tunga för att ytterligare öka dragkraften.

#### Andra typer av tåg
Allroundlok är ett mellanting mellan persontågslok och godstågslok. Det svenska Rc-loket är ett typiskt exempel på denna loktyp. Kombilok är ett lok på både gummihjul och järnvägshjul. En lokomobil är en flyttbar ångmaskin eller tändkulemotor på hjul, från vilken man tog kraft från svänghjulet.

#### Växling
Växellok har två huvuduppgifter. Den ena är att vara dragkraft vid vallväxling och den andra är småkörningar som behövs när man flyttar enstaka vagnar på en bangård eller levererar vagnar till det ställe där de ska lastas eller lossas. Denna typ av körning var vanligare förr. Ska man bara köra en eller ett par vagnar räcker det med små lok. Järnvägsbolagen införde tidigt beteckningen lokomotorer på dessa lok och tillät annan personal än lokförare att köra dem.

## Historia
De gruvbanor som fanns före 1800-talet använde hästar eller människor som dragkraft.

### Ånglokens era

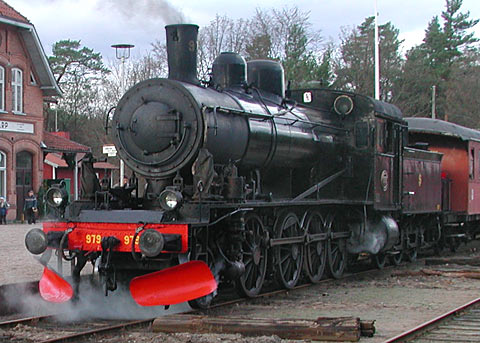
E2-ånglok på Skånska Järnvägar på Brösarps station

Efter att man hade konstruerat effektiva ångmaskiner, började man också använda dem som kraftkälla på järnvägarna. Det första experimentet med ånglok ägde rum 1804 på banan mellan Penydarra och Abercynon med ett lokomotiv byggt av Richard Trevithick. Ett av William Hedley byggt lok, Puffing Billy kom att bli så framgångsrikt, att det kunde hållas i drift från 1813 till 1862. Den egentlige initiativtagaren till lokomotivdrift på järnväg blev George Stephenson, som 1814 anordnade sådan för järnverket i Killingworth vid Newcastle. Stephenson använde sig där av koppelstänger för att förbättra tågens gång.
1827 uppfanns tubångpannan ungefär samtidigt i Frankrike och England men kom dock först i praktisk användning i Stephensons berömda The Rocket, som vid lokomotivtävlingen 6-12 oktober 1829 segrade över John Ericsson och John Braithwaites Novelty, Timothy Hackworths Sans Pareil och Timothy Burstalls Perseverance.
Persontrafik med ånglok hade börjat redan 27 september 1825 på sträckan Stockton-Darlington, då Stephenson med sitt ånglok kunde befordra 22 personvagnar och 12 kolvagnar i en hastighet av 10 kilometer i timmen. Regelbunden offentlig trafik öppnades 15 september 1830 på linjen Manchester-Liverpool med det av George och hans son Robert Stephenson konstruerade loket Planet.
Tyska lokbyggandets grundläggare var August Borsig, vars första lok 1841 liksom ett byggt av Septimus Norris i Philadelphia var utrustat med främre boggi. Närmast efterföljande lokbyggare var Joseph Anton von Maffei i München, Georg Egestorff i Linden vid Hannover vars fabrik grundades 1846, maskinfabriken i Esslingen am Neckar grundad 1847, Richard Hartmann i Chemnitz och Henschel & Sohn i Kassel grundad 1848.
Det första tenderloket byggdes av Church i Birmingham och första kompoundloket 1874 av Anatole Mallet, vilket dock först efter August von Borries förbättringar fick större utbredning. 1897 insattes det första ångloket med överhettad ånga i snälltågstjänst. 1908 lyckades bröderna Fredrik och Birger Ljungström framställa användbara ångturbinlok.
Från början var ångloken små. De hade sällan mer än två axlar och många gånger bara en drivaxel. Vart efter kraven på järnvägens transportkapacitet ökade, byggde man allt större och snabbare ånglok. Detta medförde att antalet drivaxlar ökade och Stephenson löpaxlar för att inte gångegenskaperna skulle bli för dåliga.
Mot slutet av artonhundratalet infördes överhettare för att öka verkningsgraden. Samtidigt ökade man på antalet cylindrar. Det sista utvecklingssteget som dock aldrig riktigt slog igenom var att ersätta kolvångmaskinen med en ångturbin.
Redan i början av 1900-talet fick ångloken konkurrens av ellok men det som slutligen ersatte ångloken var dieselloket. Under andra halvan av nittonhundratalet kom ångloken att föra en allt mer undanskymd tillvaro och nu finns de endast kvar inom lokmuseum.

### Elloken införs

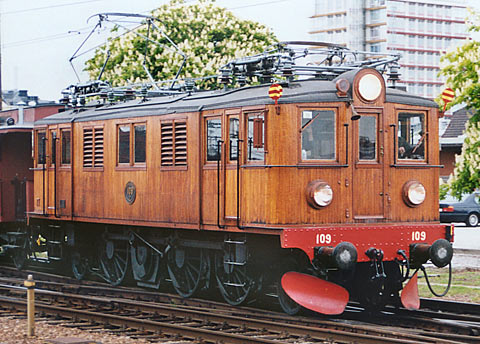
Ellok typ D byggt 1925, tillhörande Museiföreningen Östra Skånes Järnvägar

I mitten av 1800-talet började man testa att dra vagnar med batteridrivna lok. Dessa blev till verklig järnväg när man gick över till att mata loken med kontaktledning. På grund av att det är lättare att hastighetsreglera likströmsmotorer än växelströmsmotorer så använde man likström i de första eldrivna järnvägarna. Trefasväxelström kom också att användas under en period. När man senare konstruerade seriemotorn löste man problemet med att hastighetsreglera växelströmsmotorer och därmed kom enfas växelström att bli standardlösningen. Nästa stora steg i elloksutvecklingen var när man började använda halvledare under sextiotalet. Till att börja med användes dioder för att likrikta växelspänningen, sedermera tyristorer. Under sjuttiotalet hade motorstyrningstekniken kommit så långt att man kunde använda asynkronmotorer.

### Dieselloken ersätter slutligen ångloken

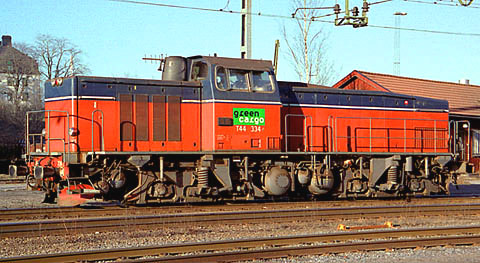
Diesellok typ T44. Tillverkades av NOHAB i Trollhättan.

Det var i de mindre järnvägsfordonen, exempelvis rälsbussar, dressiner och små växellok som man först använde förbränningsmotorer. ASEA började 1916 tillverka dieselelektriska motorvagnar. Ford byggde om traktorer till lok. Under tjugotalet byggde Lambert Bjurström lok med mekanisk kraftöverföring.
Denna princip blev den ledande för lokomotorer men fungerade dåligt för större lok.
Där kom den dieselelektriska kraftöverföringen att bli dominerande i USA. I Tyskland kom man i stället att utveckla den dieselhydrauliska kraftöverföringen. I Sverige kom man att utnyttja dieselhydraulik för medelstora lok medan man använde Efter andra världskriget hade dieselmotorerna blivit så effektiva att de var ett fullvärdigt alternativ till ångloken. Eftersom ångloken dels har låg verkningsgrad och dels kräver två mans bemanning så gav införandet av diesellok ekonomiska vinster. I de nationer som har tillgång till billig olja har dieseldriften tagit över nästan helt och hållet. Inom Europa har de bara tagit över driften på de mindre banorna eftersom de flesta europeiska länderna kan producera el tämligen billigt.

## Lokets konstruktion och egenskaper
Ett loks konstruktion bestämmer dess egenskaper. Axelföljden påverkar lokets gångegenskaper, dess tyngd ger en gräns för dess dragkraft och var hytterna är placerade påverkar lokförarens sikt.

### Axelföljd och gångegenskaper

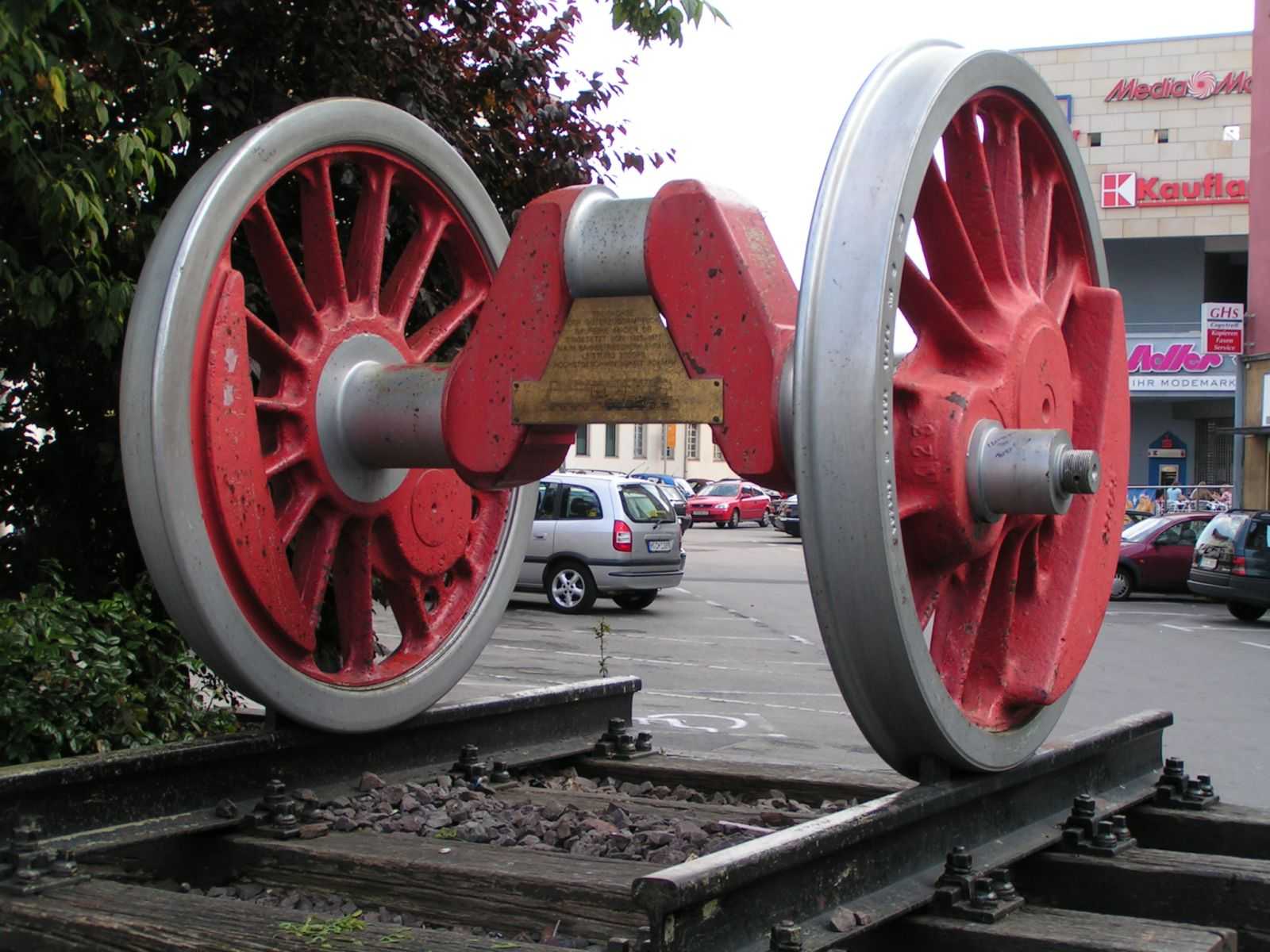
Drivaxel till ett ånglok med en vevsläng för en tredje mittre cylinder.

De första loken hade alla axlar direkt infästa i ramverket. Topphastigheten var inte särskilt hög och därför behövde man inte bry sig om gångegenskaperna. Allt eftersom tåghastigheten ökade blev det nödvändigt att se till att loken gick bra på spåret. Ånglok av den vanliga typen går ojämnt på grund av att maskineriet orsakar ett varierande vridmoment på hjulen. För att motverka detta infördes löphjul. Ellok och diesellok med koppelstänger har inte problemet med att drivningen orsakar varierande vridmoment men istället resulterar tyngden av koppelstången och motvikter vibrationer så behovet av löpaxlar kvarstår men är inte lika stort. Boggielok löser dessa vibrationsproblem men i stället blir slirningsproblem större. Koppelstången gör att alla drivhjul måste rotera med samma hastighet. En motorboggie tenderar att resa sig vid pådrag på grund av motorns vridmoment vilket leder till att den främre axeln i en boggie har lättare för att slira än de bakre. Detta löser man med den elektroniska styrningen.
Kurvtagningsegenskaperna blir sämre ju längre den stela axelkonfigurationen är. Alltså går ånglok med många kopplade axlar sämre i kurvor än boggielok. Axelföljden påverkar också dragkraften eftersom lokets axeltryck på de drivande axlarna ger den maximala dragkraften. Använder man löpaxlar så reducerar man alltså lokets dragkraft. Dessutom påverkar axelföljden dragkraften på ett indirekt sätt genom gångegenskaperna eftersom dåliga gångegenskaper ökar risken för slirning. Ånglokens slingrande gång resulterar i att drivhjulsytan måste ta upp dels ångmaskinens moment och dels ett moment kring lokets lodaxel. Detta minskar den friktion som finns tillgänglig för framdrivningen.
En motorboggies resning minskar också den maximalt användbara dragkraften om inte axelomlastningen kompenseras. En asynkronmotors vridmoment beror på skillnaden av rotorns varvtal och den drivande spänningens varvtal. Om en sådan motor slirar skulle vridmomentet noll eller till och med negativt. Detta utnyttjas för att kontrollera slirning.

### Hytt

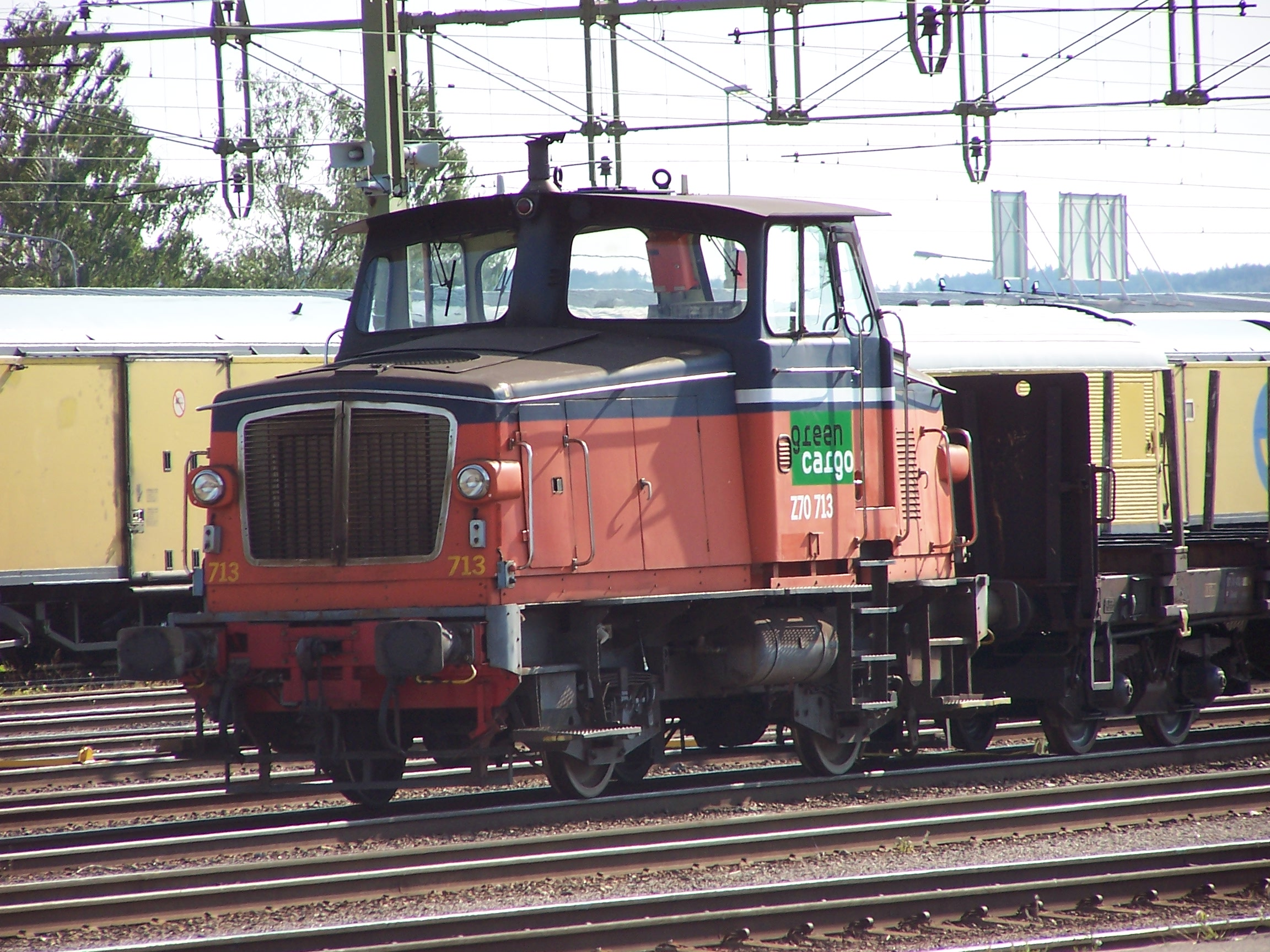
Växellok av typen Z70 i Sundsvall.

De äldsta loken hade inga förarhytter. När man ökade hastigheterna monterade man allt bättre skydd för personalen. Slutligen blev skydden till en heltäckande hytt. Ånglok har huvudsakligen haft hytten placerad i bakre ändan av ångpannan och därmed framför tendern. Men det har funnits lok med hytten placerad såväl framför ångpannan som ovanpå den.
På moderna lok låter man hyttplaceringen bero på användningsområdet för loket. Linjelok har hytten längst fram och därmed två hytter för att det ger bäst sikt för föraren. Växellok har en hytt för att man ofta byter körriktning med sådana lok och att man på detta sätt undviker behov av hyttbyte. Lok som är permanent hopkopplade har bara hytter i ytterändarna och de lokdelar som finns i mitten saknar hytter. I USA förekommer lok byggda på detta sätt även om de inte är permanent ihopkopplade. Används även i Sverige t.ex. i malmtåg på malmbanan.

### Hastighetsreglering
Drivhjulens storlek har ända sedan artonhundratalet används för att påverka lokets topphastighet och dragkraft. Persontågslok har fått stora hjul för att det ska ge en hög utväxling och därmed hög topphastighet. Detta ger dock också låg dragkraft. I övrigt används ångtillförseln för att påverka hastigheten. Dels regleras trycket till cylindern genom en ventil i ångdomen och dels styr man när under cylinderslaget ångan strömmar in i cylindern. Det är på det sättet som man åstadkommer fram och backgång.
För likströmslok är det naturligt att reglera hastigheten genom att ändra spänningen över motorn. Oftast gjordes detta genom att koppla in ett antal motstånd. Reglersättet ger dock ganska stora förluster i reglermotstånden.
Växelströmsmotorer är betydligt svårare att reglera eftersom deras varvtal är beroende av växelspänningens frekvens. Kopplar man däremot statorlindningen i serie med rotorlindningen får man en motor som går att köra både på likström och växelström och som går att hastighetsreglera som en likströmsmotor. Denna typ av motor användes fram till sextiotalet då man började att likrikta med dioder och man därmed gick över till likströmsmotorer. Både när man använder seriemotorer och likströmsmotorer regleras hastigheten genom att ändra spänningen över motorerna genom koppla in olika många lindningar i huvudtransformatorn.
Utvecklingen av kraftelektronik gav möjligheten att variera en växelspännings frekvens. I ett modernt ellok leds strömmen först genom en huvudtransformator som oftast har mer än en primärlindning för att man ska kunna köra loket i mer än ett strömsystem. Därefter likriktas strömmen varpå den växelriktas igen med denna gång i variabelfrekvens och i tre faser. Därefter matas motorerna. Tack vare asynkronmotorernas egenskaper får man både slirreglering och strömåtermatning i ett sådant system.
Diesellok regleras huvudsakligen genom att ändra motorn varvtal. Dieselelektriska lok effektiviseras genom att man samtidigt som man reglera motorvarvet även kopplar in olika antal lindningar i generatorn.

### Bromssystem
Handbroms eller skruvbroms har alltid funnit på lok. Det är samma sorts broms som finns på vagnar. Bromsblocken påverkas genom mekanisk länkning från en vev. På ett modernt lok är denna broms till för att hålla loket still när det är parkerat. Detta är nödvändigt för att trycker i en tryckluftsbroms läcker ut med tiden.
Lokbromsen eller direktbroms verkar direkt med tryckluft på bromsklossarna eller skivbromsoken i loket. I loket finns ett särskilt reglage som bara påverkar lokbromsen. På ånglok används i regel ånga för att driva denna broms.
Tågbromsreglaget i loket påverkar både lokbromsen och huvudledningen till tågbromsen som sedan styr vagnarnas bromsar.

### Säkerhetssystem
I nutida järnvägstrafik övervakas alla tåg av någon typ av säkerhetssystem. Därför finns det utrustning i loken som mäter tågets hastighet, tar emot data från signaler och påverkar lokets broms och dragkraft och tåget framförs i för hög hastighet.

### Övrig utrustning
Lok har också en del utrustning som har med vagnarnas funktion att göra så som tryckluftsförsörjning för till exempel dörröppningar, lutning av bulkflak vid tömning eller utblåsning av pulvergods i tankar och distribution av elkraft till vagnarna i tåget. Växellok är idag i regel utrustade med radiostyrning.

## Lokets plats i tåget
Traditionellt har loket med sin förare placerats främst i tåget och dragit sitt tågsätt. Vid ändstationerna har loket kopplats om till den andra änden vilket brukar kallas rundgång.

För att öka dragkraften vid tunga godståg började man tidigt dubbel- och trippelkoppla lok. När man började tillverka ellok för tunga godståg gjordes de permanent hopkopplade. 

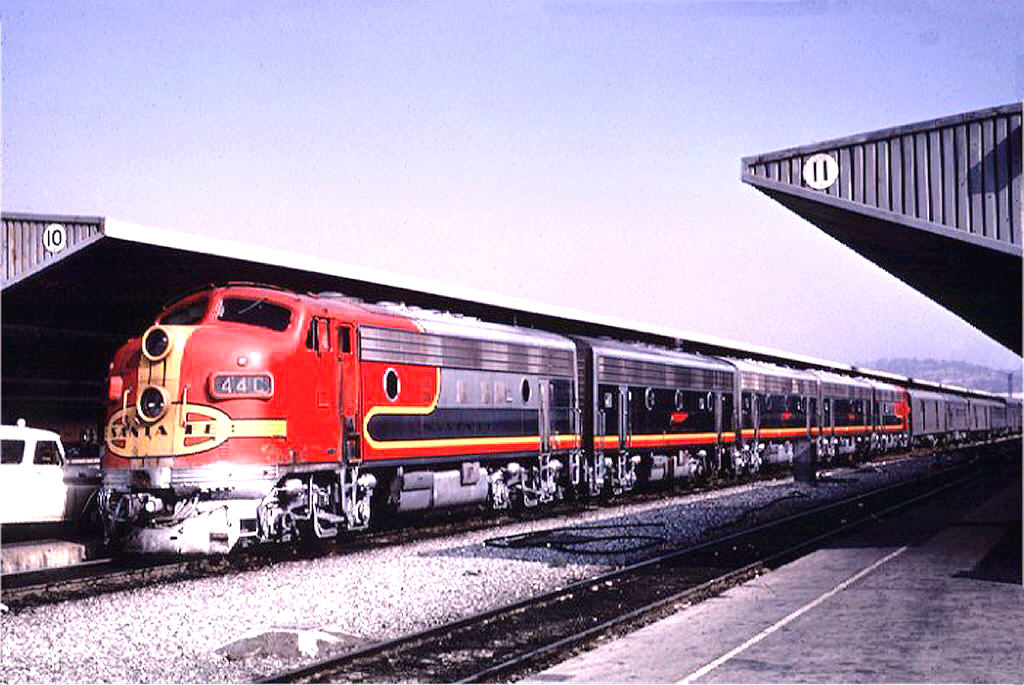
Amerikanska lok med en hytt och utan hytt.

 I USA byggdes inte dieselloken inte permanent ihopkopplade utan snarare som dellok som kunde variera i antal. Sådana lok har antingen en eller ingen hytt. De kopplas så att ett lok med hytt kopplas först och därefter ett antal utan hytt. I samband med långa godståg förekommer det att man har lok både i början och i slutet av ett tåg. Det förekommer till och med att man har lok mitt i tåget. Detta är vanligt bl.a. i Nordamerika och Australien.

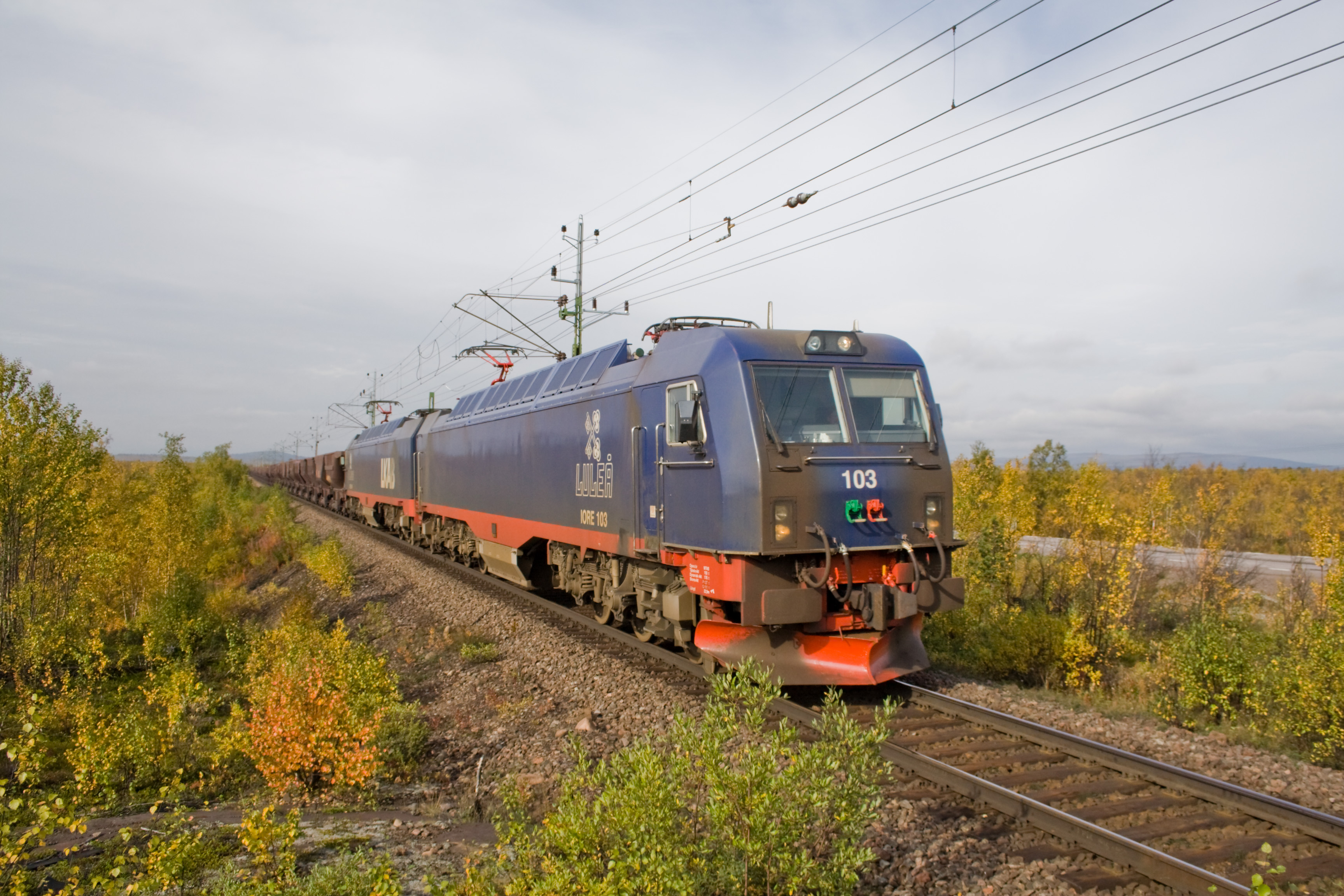
Det moderna malmtågsloket IORE.

Det är ganska enkelt att skapa fjärrstyrning av ett ellok eller diesellok. Har man bara en multipelkabel kan man placera körkontrollerna var som helst i ett tåg. Den första sättet att använda detta är när man kopplar ihop lok så att man bara behöver bemanna det första. Man kan också placera körkontrollerna i en vagn. I Sverige har detta i stort sett bara utnyttjats vid motorvagnsdrift. På andra ställen i världen är det vanligt att man sist i tåget har en vagn med körkontroller, en så kallad manövervagn. Då kommer loket att dra tåget åt ena hållet och skjuta det åt det andra. På Roslagsbanan gjorde man så att man hade den drivande motorvagnen i mitten av tåget och manövervagnar i båda ändarna.
Förutom att fjärrstyra med kabel kan man också radiostyra. Vid växling är det mycket vanligt idag. När man nuförtiden kopplar lok i båda ändarna av ett tåg använder man radiostyrning i stället för multipelkabel för att styra båda loken samtidigt. En annan metod att öka kraften är att använda ett pålok. Ett sådant lok skjuter på tåget utan man kopplar fast loket.

## Svenska tillverkare
I järnvägens barndom tillverkades loken ett och ett men det dröjde inte länge innan det uppstod en järnvägsindustri. SJ köpte sina första lok från Storbritannien men så fort det hade uppstått en svensk loktillverkning så övergick man till att köpa loken i Sverige. Den svenska loktillverkningen kom igång i slutet av 1800-talet och kom genom uppköp att upphöra mot slutet av 1900-talet.

### Motala verkstad
1861 påbörjade Motala verkstad sin ånglokstillverkning. Man hann tillverka över 700 lok innan produktionen lades ner. Därefter byggde man några provlok med gasturbindrift med det blev aldrig någon serietillverkning.

### Nydqvist & Holm AB
Nohab experimenterade från 1920-talen med olika typer av motorlok. Under 1950-talet ledde detta till licenstillverkning av dieselelektriska lok till DSB, NSB och SJ. Denna tillverkning pågick början av 1980-talet då Kalmarverken tog över tillverkningen.

### ASEA
ASEA tillverkade elutrustning till svenska ellok ända sedan de första loken till Malmbanan. Under många år utvecklade man lok i samarbete med SJ framförallt Rc-loket. Under 1960-talet och fram till och med 1980-talet sålde man licenser till ett antal modeller som sedan tillverkades utomlands. Genom en serie sammanslagningar från 1990-talet och framåt kom till allt större del att hamna i utlandet.

### AB Slipmaterial
Från mitten av 1920-talet fram till och med till slutet av 1940-talet tillverkade AB Slipmaterial i Västervik de lokomotorer som Lambert Bjurström konstruerade. Under denna period var man ledande i Sverige på denna loktyp. Mot slutet av 1940-talet hade andra tillverkare tagit fram modernare konstruktioner och kunde därmed ta över marknaden.

### Övriga
Tillverkning förekom även hos Svenska Järnvägsverkstäderna (ASJ) i Linköping, Ljunggrens Verkstads AB i Kristianstad och Kalmar Verkstad.

## Utländska tillverkare
Den globala loktillverkningsindustrin har successivt gått mot en koncentration till ett fåtal loktillverkare. För flera decennier sedan började denna utveckling i USA, där industrin snabbt koncentrerades till de två tillverkarna GM (General Motors) och GE (General Electric). Samtidigt började persontågtrafiken i USA redan under 1950-talet att drabbas allt svårare av konkurrensen från främst biltrafiken, en utveckling som accelererade under 1960-talet. Den amerikanska spårfordonsutvecklingen koncentrerades istället till främst dieselelektriska godstågslokomotiv, med fyra eller sex axlar (Bo-Bo eller Co-Co). Konstruktionerna var mycket konservativa med bland annat höga axellaster (30 ton), rejäl dimensionering, tvåtaktsdieselmotorer, ofta DC/DC-transmission och automatkoppel. Under slutet av 1960-talet lanserades även en åttaaxlig version (Do-Do, benämningen Centennial), med vikten 230 ton. Tillförlitligheten hos de amerikanska lokomotiven var mycket god.
Under 1995 lanserade GM en ny generation lokomotiv med fyrtaktsdieselar samt mjuka boggier och asynkronmotorer. Ett samarbete med tyska Siemens genomfördes då Siemens anses ha den absolut senaste tekniken inom asynkronmotor-området. Vidare var komforten förbättrad (främst bättre isolerad förarhytt) och elektroniken för främst styrning och feldiagnosticering var väl utbyggd. Topphastigheten för de sexaxliga lokomotiven låg dock endast kring lite drygt 100 km/h.
GM:s tvåtaktsdieselmotorer och eltransmission har exporterats till alla världsdelar och används i fordon från såväl Bodö i norr (Norge) till Saharas öknar. Dieselmotorerna används även i marina applikationer.
Under 1960-talet startade i USA en utveckling inom snabbtågsområdet och en serie elektriska motorvagnståg togs fram (Metroliners). Tågen hade dock en rad barnsjukdomar och under slutet av 1960-talet fanns en insikt om att de nya tågen inte skulle kunna sättas i reguljär trafik inom rimlig tid. Behovet av snabba ellok för hastigheter uppemot 200 km/tim blev akut. Ett sexaxligt godstågslok konverterades för höga hastigheter, men gångegenskaperna var inte de bästa. Några västeuropeiska tillverkare tillfrågades och under 1970-talet påbörjades leveranserna av modifierade, svenska Rc-lok. Senare tog dock tyskarna över de fortsatta leveranserna; först från Bombardier (Henschel) och nu från Siemens.
I Västeuropa höll sig i princip nästan varje land fram till början av 1990-talet med sin egen loktillverkning. I Skandinavien fanns i varje land minst en egen loktillverkare; i Danmark fanns Scandia (Randers), i Sverige Asea och i Norge Thune samt NEBB. Den skandinaviska ellokstillverkningen var i praktiken uppdelad mellan BBC (Norge och Danmark) samt Asea (Sverige). Den politiska styrningen (en extrem form av sysselsättningspolitik) av loktillverkningen var hård vad gäller kraven på tillverkning inom landets gränser. Idag tillverkas inte längre några lok i Skandinavien då tillverkarna tappat sin konkurrenskraft.
I Västtyskland dominerade de tre loktillverkarna Krauss Maffei (München), Krupp (Essen) och Henschel (Kassel). Motsvarande tillverkare för den elektriska utrustningen var Siemens (München/Berlin), BBC (Mannheim, med huvudkontor i Schweiz) samt AEG (Berlin). Senare koncentrerades tillverkningen till endast två "systemhus"; Siemens (största koncernen) och Bombardier. BBC köpte upp svenska Asea (1988) och huvudkontoret stannade kvar i Schweiz. AEG utsattes för en omfattande omorganisering.
Under slutet av 1960-talet inleddes utvecklingen av en ny generation drivsystem med robusta induktionsmotorer (asynkronmotorer). Pionjärerna var BBC och Siemens. Till att börja med reglerades trefasströmmen av tyristorer, som senare ersattes av en ny generation tyristorer med benämningen GTO. Numera har dock IGBT:er tagit över rollen.
I Storbritannien gick tillverkningen under 1970-talet över till masstillverkning av snabbtåget IC 125. En stor del av tillverkningen skedde hos tillverkaren Brel, med en stor produktionsanläggning i Derby. Senare privatiserades verksamheten och under 2000-talet pågick leveranserna av en vidareutvecklad version av italienska Pendolino. Drivkällan i IC 125- tågen var egentligen en marinmotor med benämningen Valenta (dessa har senare ersatt av tyska dieselmotorer från MTU och med kylning från det tyska företaget Voith). Under 1980-talet fick nästa generation snabbtågsvagnar (Mark IV) en ny generation schweiziska boggier.
I Frankrike koncentrerades tillverkningen under 1980-talet mot TGV-tågen. Huvudtillverkaren är franska Alstom, som även har haft mycket stora exportframgångar i Sverige (motorvagnstågen X3, X40, X60, X61 etc). Tillverkaren Alstom har dock fortsatt tillverkningen av en motorvagnsversion av de gamla TGV-tågen benämnd AGV. Dock har de större exportframgångarna ännu inte kommit.
De två alprepublikerna Österrike och Schweiz hade tidigare flera företag verksamma inom loktillverkningen. Under mitten av 1980-talet fick det schweiziska företaget SLM en stor order på fyraxliga ellok, benämnt 460. Flera versioner av detta levererades även till andra operatörer, t.ex. 465 (BLS). Även Norge, Finland och Hongkong köpte versioner av detta lok. Senare avvecklades dock SLM. Idag har istället motorvagnstillverkaren Stadler rönt stora exportframgångar, främst med sitt motorvagnståg Flirt. Flirt-tågen rullar bland annat i våra grannländer Norge, Finland, Polen, Tyskland och snart även i Sverige.
I Österrike utvecklades snabbtågslok av tillverkaren Elin. Idag har dock Siemens tagit över ledningen och stora leveranser av lokdragna persontåg till den nationella operatören ÖBB har skett (Railjet). Den österrikiska industrin utvecklade dock en ny generation snabbtågsboggier från tillverkaren SGP, som även används i de tyska ICE-tågen.
Spanien hade tidigare en nationell loktillverkning, bland annat med lokkonstruktioner från japanska Mitsubishi. Under 1990-talet levererade dock tyska Siemens en större generation fyraxliga ellok till både Spanien (S252) och Portugal (LE 5600).
I Italien fanns ett flertal tillverkare av spårfordon. Under slutet av 1980-talet utvecklades elloket E402 (max hastighet 220 km/h), men utvecklingsarbetet och Siemens tog över ledningen. Tillverkaren fick senare seriebeställningar. Även tillverkningen av standardvagnar för 200 km/h startade redan under 1970-talet och senare under 1980-talet började även utvecklingen av en ny generation loktåg för 300 km/h. Fiat har även rönt exportframgångar med sitt lutningsbara snabbtåg Pendolino, där den första serieordern lades av FS under 1985. Senare har dock Fiat sålt sin tågtillverkning till Alstom (Frankrike).
Östeuropa hade innan järnridåns fall 1989 en omfattande loktillverkning, men tekniken visade sig vara underlägsen den västerländska teknologin.

### Tillverkare
- Siemens tillhörde de som redan på slutet av artonhundratalet experimenterade med ellok. I början av nittonhundratalet levererade de den första serien ellok till SJ.[2][6] De tyska järnvägsbolagen var också kunder.
- Alstom franska tåg.
- Bombardier, tidigare ASEA och ABB Traction. Tidiga och stora på ellok. Numera en del av Alstom.
- General Electric, med oftast stora tvåtaktsdieslar som tillverkas på licens i många länder.
- Décauville Skapade och tillverkade ett flyttbart järnvägssystem. Deras 600 mm-lok såldes även till banor som inte var flyttbara. I Sverige köpte bland annat Helsingborg-Råå-Ramlösa Järnväg lok från Décauville[22].